# Episodi di SpongeBob (tredicesima stagione)
La tredicesima stagione di SpongeBob è stata trasmessa negli USA dal 22 ottobre 2020 al 1⁰ novembre 2023. In Italia è stata andata in onda dal 25 aprile 2021 al 17 novembre 2023 su Nickelodeon.
Questa è la prima stagione senza il coinvolgimento di Stephen Hillenburg, dopo la sua morte il 26 novembre 2018, anche se è ancora accreditato come produttore esecutivo.
| Nº  | Nº | Titolo originale                 | Titolo italiano                  | Prima TV         | Prima TV italiana |
| --- | -- | -------------------------------- | -------------------------------- | ---------------- | ----------------- |
| 268 | 1  | A Place for Pets                 | Il ristorante per animali        | 22 ottobre 2020  | 25 aprile 2021    |
| 268 | 1  | Lockdown for Love                | Lockdown per amore               | 22 ottobre 2020  | 25 aprile 2021    |
| 269 | 2  | Under the Small Top              | Il circo delle pulci             | 16 aprile 2021   | 25 aprile 2021    |
| 269 | 2  | Squidward's Sick Daze            | Il giorno di malattia di Squiddi | 16 aprile 2021   | 25 aprile 2021    |
| 270 | 3  | Goofy Scoopers                   | Goofy Scoopers                   | 25 febbraio 2022 | 22 marzo 2022     |
| 270 | 3  | Pat the Dog                      | Un giorno da cani                | 9 luglio 2021    | 22 marzo 2022     |
| 271 | 4  | Something Narwhal This Way Comes | Narlene a Bikini Bottom          | 19 novembre 2021 | 23 marzo 2022     |
| 271 | 4  | C.H.U.M.S                        | Il CHUM                          | 19 novembre 2021 | 23 marzo 2022     |
| 272 | 5  | SpongeBob's Road to Christmas    | In viaggio verso il Polo Nord    | 10 dicembre 2021 | 24 marzo 2022     |
| 273 | 6  | Potato Puff                      | L'insegnante Patata              | 22 aprile 2022   | 11 luglio 2022    |
| 273 | 6  | There Will Be Grease             | Il succo universale              | 29 aprile 2022   | 11 luglio 2022    |
| 274 | 7  | The Big Bad Bubble Bass          | La storia di Bubble Bass         | 6 maggio 2022    | 12 luglio 2022    |
| 274 | 7  | Sea-Man Sponge Haters Club       | Gli odiatori di spugne           | 6 maggio 2022    | 12 luglio 2022    |
| 275 | 8  | Food PBBFT! Truck                | Il furgoncino del Krusty Krab    | 13 maggio 2022   | 9 gennaio 2023    |
| 275 | 8  | Upturn Girls                     | Ragazze di città                 | 13 maggio 2022   | 9 gennaio 2023    |
| 276 | 9  | Say Awww!                        | Dì Aaah!                         | 20 maggio 2022   | 10 gennaio 2023   |
| 276 | 9  | Patrick the Mailman              | Il postino Patrick               | 20 maggio 2022   | 10 gennaio 2023   |
| 277 | 10 | Capitain Pipsqueak               | Capitan Calzetta                 | 22 luglio 2022   | 11 gennaio 2023   |
| 277 | 10 | Plane to Sea                     | Il volo premio                   | 22 luglio 2022   | 11 gennaio 2023   |
| 278 | 11 | Squidferatu                      | Squidferatu                      | 14 ottobre 2022  | 12 gennaio 2023   |
| 278 | 11 | Slappy Daze                      | Slappy in città                  | 14 ottobre 2022  | 12 gennaio 2023   |
| 279 | 12 | Welcome to Binary Bottom         | Benvenuti a Binary Bottom        | 13 gennaio 2023  | 16 febbraio 2023  |
| 279 | 12 | You're Going to Pay...Phone      | Al telefono con il demone        | 13 gennaio 2023  | 16 febbraio 2023  |
| 279 | 12 | A Skin Wrinkle in Time           | A spasso nel tempo con Nonno Pat | 13 gennaio 2023  | 16 febbraio 2023  |
| 280 | 13 | Abandon Twits                    | Improbabili costruttori navali   | 20 gennaio 2023  | 13 gennaio 2023   |
| 280 | 13 | Wallhalla                        | Il Murhalla                      | 20 gennaio 2023  | 13 gennaio 2023   |
| 281 | 14 | The Salty Sponge                 | Il più duro di tutti             | 27 gennaio 2023  | 10 luglio 2023    |
| 281 | 14 | Karen For Spot                   | Karen e Spot                     | 3 febbraio 2023  | 10 luglio 2023    |
| 282 | 15 | Arbor Day Disarray               | Scompiglio arboreo               | 27 giugno 2023   | 11 luglio 2023    |
| 282 | 15 | Ain't That the Tooth             | Fate e ladri                     | 28 giugno 2023   | 11 luglio 2023    |
| 283 | 16 | Ma and Pa's Big Hurrah           | Notte folle con mamma e papà     | 10 marzo 2023    | 12 luglio 2023    |
| 283 | 16 | Yellow Pavement                  | Uno studente molesto             | 17 marzo 2023    | 12 luglio 2023    |
| 284 | 17 | The Flower Plot                  | La fiorista                      | 24 marzo 2023    | 13 luglio 2023    |
| 284 | 17 | SpongeBob on Parade              | SpongeBob alla parata            | 31 marzo 2023    | 13 luglio 2023    |
| 285 | 18 | Delivery to Monster Island       | Consegna sull'isola dei mostri   | 7 aprile 2023    | 14 luglio 2023    |
| 285 | 18 | Ride Patrick Ride                | Pedala, Patrick!                 | 19 giugno 2023   | 14 luglio 2023    |
| 286 | 19 | Hot Crossed Nuts                 | Le ghiande piccanti              | 20 giugno 2023   | 17 luglio 2023    |
| 286 | 19 | Sir Urchin and Snail Fail        | Sir Riccio e Lumaca Tonta        | 21 giugno 2023   | 17 luglio 2023    |
| 287 | 20 | Friendiversary                   | L'Amiciversario                  | 22 giugno 2023   | 18 luglio 2023    |
| 287 | 20 | Mandatory Music                  | Riabilitazione musicale          | 26 giugno 2023   | 18 luglio 2023    |
| 288 | 21 | Dopey Dick                       | Stupy Dick                       | 29 giugno 2023   | 10 novembre 2023  |
| 288 | 21 | Plankton and the Beanstalk       | Plankton e il fagiolo magico     | 17 luglio 2023   | 10 novembre 2023  |
| 289 | 22 | My Friend Patty                  | Il mio amico Patty               | 18 luglio 2023   | 10 novembre 2023  |
| 289 | 22 | FUN-Believable                   | FUN-Believable                   | 19 luglio 2023   | 10 novembre 2023  |
| 290 | 23 | Spatula of the Heavens           | La spatola perfetta              | 20 luglio 2023   | 10 novembre 2023  |
| 290 | 23 | Gary's Playhouse                 | La cuccia di Gary                | 7 agosto 2023    | 10 novembre 2023  |
| 291 | 24 | Swimming Fools                   | Pazzi per la piscina             | 8 agosto 2023    | 17 novembre 2023  |
| 291 | 24 | The Goobfather                   | Il boss dei gelati               | 9 agosto 2023    | 17 novembre 2023  |
| 292 | 25 | SquidBird                        | Squiddy spicca il volo           | 10 agosto 2023   | 17 novembre 2023  |
| 292 | 25 | Allergy Attack                   | Attacco di allergia!             | 30 ottobre 2023  | 17 novembre 2023  |
| 293 | 26 | Big Top Flop                     | Il grande flop                   | 31 ottobre 2023  | 17 novembre 2023  |
| 293 | 26 | Sandy, Help Us!                  | Sandy, aiutaci!                  | 1⁰ novembre 2023 | 17 novembre 2023  |

## Il ristorante per animali
Gli animali domestici dei clienti del Krusty Krab diventano più fedeli e Mr. Krab decide di mandar via i loro padroni al Chum Bucket e far restare solo gli animaletti pestiferi. Alla fine, saranno proprio SpongeBob e l'ispettore sanitario a salvare la situazione.

## Lockdown per amore
Plankton rovina l'ennesimo appuntamento con Karen pur di ottenere la formula segreta del Krabby Patty.

## Il circo delle pulci
La casa di Squiddi viene invasa dalle pulci da circo di SpongeBob.

## Il giorno di malattia di Squiddi
Squiddi finge di star male per non andare a lavorare al Krusty Krab.

## Goofy Scoopers
La missione di Spongebob e Patrick è quella di riassumere i Goofy Scoopers, dei robot-impiegati di Goofy Goober licenziati dal loro lavoro. I robot sono Bongos-Bear, Clem Clam e Rock T. Puss.

## Un giorno da cani
Patrick diventa un cane e viene mandato al canile per essere educato di nuovo.

## Narlene a Bikini Bottom
SpongeBob ritrova i suoi vecchi amici di Kamp Koral: Nobby e Narlene.

## Il CHUM
Plankton scopre nelle fogne delle creature create col CHUM di quest'ultimo.

## In viaggio verso il Polo Nord
SpongeBob scopre che Babbo Natale non ha preso il suo regalo, così decide, insieme a Patrick e Plankton, di andare da lui al Polo Nord per darglielo di persona, ma qualcosa va storto.

## L'insegnante Patata
La signora Puff si traveste da patata per evitare di insegnare a SpongeBob, tuttavia lui inizia a fare un disastro a Bikini Bottom!

## Il succo universale
Plankton e Mr. Krab devono collaborare per ottenere un grasso miracoloso sotto i loro ristoranti.

## La storia di Bubble Bass
Bubble Bass cerca di rubare un action figure da SpongeBob, Squiddi e Patrick.

## Gli odiatori di spugne
Squiddi, La Signora Puff, Plankton, Bubble Bass e il postino Norton fanno parte di un club contro SpongeBob.

## Ragazze di città
Perla e Narlene sono a fare shopping in un centro commerciale, nel frattempo Nobby aiuta SpongeBob a cucinare i Krabby Patty per il pranzo che si tiene al Krusty Krab.

## Dì Aaah!
Plankton è infastidito dalla gente che pensa che sia carino, così crea un robot uccello che divori chiunque lo dica, ma poi il robot perde il controllo e spetterà a SpongeBob e Plankton sistemare la situazione!

## Il postino Patrick
Patrick schiaccia il postino Norton con una roccia, così lui e SpongeBob diventano dei postini dando la posta a Squiddi, Kevin e il vecchio Walker, tuttavia il duo dovrà stare attento ai postini veri!

## Il furgoncino del Krusty Krab
Con il furgone del Krusty Krab, SpongeBob e Squiddi vanno a vendere i Krabby Patty agli abitanti di Rock Bottom ma uno di essi fa impazzire Squiddi.

## Capitan Calzetta
Plankton entra a far parte della lega E.V.I.L. ma quando i super cattivi scoprono che il suo intento per entrarci è solo per rubare la formula segreta verranno delusi.

## Il volo premio
SpongeBob e Patrick portano Squiddi su un aereo verso un resort tropicale ma quest'ultimo proverà in tutti i modi di stare alla larga dal duo.

## Squidferatu
SpongeBob e Squiddi si avventurano al castello di Nosferatu dopo che Squiddi ha  ricevuto la sua posta per caso.

## Slappy in città
Slappy Laszlo si avventura a Bikini Bottom.

## Benvenuti a Binary Bottom
Bikini Bottom è diventata una città robotica del futuro in un universo parallelo, e qui seguiamo le avventure di SpongeBot, uno SpongeBob Robot.

## Al telefono con il demone
Mr. Krabs installa un telefono pubblico maledetto nel Krusty Krab.

## A spasso nel tempo con Nonno Pat
Nonno Pat viaggia nel tempo per tornare a casa.

## Improbabili costruttori navali
La ciurma del Krusty Krab costruisce una barca per Mr. Krab.

## Il murhalla
SpongeBob scopre un naufrago impazzito che vive tra le sue mura, e Patrick mangia feci di riccio di mare.

## Il più duro di tutti
SpongeBob lavora alla griglia nel locale Salty Spitoon, a causa di un’invasione di ricci di mare al Krusty Krab.

## Karen e Spot
Plankton va in vacanza, e Karen deve prendersi cura di Spot. 

## Scompiglio Arboreo
Sandy regala ai suoi amici degli alberi particolari.

## Fate e ladri
SpongeBob e Patrick credono che un ladro sia la fatina dei denti.

## Notte folle con mamma e papà
I genitori di SpongeBob Margaret e Harold vanno a vivere da lui.

## Uno studente molesto
In un filmato educativo, la signora Puff ci spiega come andare in auto, usando Squiddi e SpongeBob come, rispettivamente, studente modello e cattivo esempio. Ad un certo punto, il film si disintegra e SpongeBob prova a mandare avanti la lezione, realizzando uno spettacolo che spiega le proprietà della patente su di lui. Alla fine la signora Puff si stanca e termina la lezione.

## La fiorista
Per ingannare Mr. Krab, Plankton e Karen decidono di chiudere il Chum Bucket e aprire un negozio di fiori.

## SpongeBob alla parata
SpongeBob, Mr. Krab e Squiddi partecipano alla parata di Bikini Bottom.

## Consegna sull'isola dei mostri
SpongeBob e Plankton collaborano per consegnare un Krabby Patty su un'isola di mostri mortali.

## Pedala, Patrick!
SpongeBob insegna a Patrick come guidare una bicicletta.

## Le ghiande piccanti
Sandy porta al Krusty Krab le sue ghiande arrostite e Mr. Krab le adora così tanto da assumerla al ristorante. Ben presto il crostaceo asseconda le ghiande a scapito dei Krabby Patty, mentre SpongeBob viene cacciato via dal locale, passando la giornata a cucinare i panini gettati nell'immondizia. Dopo aver scoperto la sua fine, Sandy si licenzia dal Krusty Krab e i clienti divorano l'intero ristorante, alla ricerca del sapore rustico delle ghiande. Alla fine ritrovano SpongeBob sul retro del Krusty Krab e Sandy, dimostrando di volere bene a SpongeBob, regala a tutti i Krabby Patty scartati, come punizione a Mr. Krab per la mancanza di rispetto verso la spugna.

## Sir Riccio e Lumaca Tonta
Il duo comico televisivo di SpongeBob e Patrick litiga in TV.

## L'amiciversario
Squiddi elimina la memoria di SpongeBob dal suo cervello.

## Riabilitazione musicale
Squiddi va in un corso di musica.

## Stupy Dick
Nel 1830, Fishmeal Tentacles (un antenato di Squiddi) partecipa con un gruppo di marinai, di cui uno è antenato di SpongeBob e uno di Patrick, per catturare la rara medusa bianca Dopey Dick. (Parodia di Moby Dick).

## Plankton e il fagiolo magico
In una parodia di Jack e il fagiolo magico, Jack Plankton finisce in un mondo abitato da giganti, dove SpongeBob è un’oca.

## Il mio amico Patty
SpongeBob fa amicizia con un Krabby Patty il cui scopo è essere mangiato.

## FUN-Believeable
Rube Goldfish ospita uno show in cui mostra dei segreti su Bikini Bottom.

## La spatola perfetta
SpongeBob intraprende un viaggio epico per far riforgiare la sua amata spatola dal leggendario Guru Greasetrap.

## La cuccia di Gary
SpongeBob costruisce una casetta per Gary in modo che non si possa annoiare mentre SpongeBob è al lavoro.

## Il boss dei gelati
Mr. Krab deve fare i conti con il Goobfather dopo aver aggiunto "Patty Whips" al menu del Krusty Krab.

## Pazzi per la piscina
SpongeBob costruisce una piscina nel suo giardino, e ci fa nuotare Patrick.

## Squiddy spicca il volo
Squiddi rimane in disordine quando SpongeBob e Patrick usano le vongole portanti per scambiarsi messaggi.

## Attacco di allergia
Al Krusty Krab, dopo aver cucinato il suo kazillionesimo Krabby Patty, SpongeBob crede di aver sviluppato un'allergia a loro.

## Il grande flop
A Bikini Bottom, quando il circo arriva in città e porta via i suoi clienti, il signor Krab cerca di sabotare lo spettacolo.

## Sandy, aiutaci!
Sandy aiuta i cittadini di Bikini Bottom.